# ハッピーベジフル
ハッピーベジフルとは、ガーデニングなどを楽しむオンラインゲームである。ハンゲーム、ゲソてん、mixi等で提供されている。

## 概要
自分の農園に野菜や果物などの作物を育てる。野菜にはランクがあり、作物の世話をしてランクが上がるとその野菜の豆知識を教えてもらうことが出来る。その育てた野菜でスープを作り、友達へ提供すると、自分の農園を飾れるデコレーションアイテムを獲得できる。また、定期的にスープ売上ランキングなどのイベントも開催されている。
2019年8月28日にリニューアル版をプレリリースした。Flash版の停止時期は当初の予定では10月30日だったが、サポートの終了を延期した。	

## 歴史

### 2010年
- 11月18日 - PCブラウザ版の正式サービスが開始。
- 12月16日 - アイテムが当たるガチャがオープン[6]。

### 2012年
- 4月26日 - 新しい農園としてキノコや山菜が栽培できる森農園が追加[7]。使用するにはチケットが必要。
- 10月18日 - 「おさんぽ」機能を追加[8]。妖精をおさんぽに行かせるとスープの材料などのアイテムを入手することが出来る。

### 2013年
- 1月24日 - UIなどを調整[9]。
- 7月25日 - まとめ回し機能をグラッチェガチャに追加[10]。
- 9月5日 - お仕事とおさんぽのコースを追加[11]。
- 9月19日 - お仕事を追加[12]。
- 12月12日 - ガチャの1回分がお得になる11連ガチャを追加[13]。

### 2014年
- 4月24日 - スープバーがアップデートした「レストラン」リリース[14]。レストランではセットメニューが提供できるようになるほか、レストラン専用のレシピも追加される。
- 7月3日 - 新しい農園として魚を釣ることができる浜農園が追加[15]。
- 12月11日 - 「お仕事」が大幅にリニューアル[16]。

### 2015年
- 1月14日 - メンテナンスキーパーの機能を追加[17]。
- 4月1日 - マイともコード機能をリリース[18]。
- 11月11日 - チュートリアルを改善[19]。

### 2016年
- 6月1日 - スープバーの未MASTER、50音順の詳細検索機能を追加[20]。

### 2018年
- 8月8日 - レイアウトの「全片付け」の仕様を変更[21]。

### 2019年
- 8月28日 - リニューアル版ハッピーベジフルをプレリリース[4]。